# Víctor Raúl Haya de la Torre
Víctor Raúl Haya de la Torre (Trujillo, 22 de febrer de 1895 — Lima, 2 d'agost de 1979), fundador de l'APRA, va ser un dels polítics més transcendents del Perú.
Va pasar set anys exiliat a Mèxic (de 1923 a 1930) a més a més d'un asil a l'Ambaixada de Colòmbia (de 1948 a 1954).
Tot i que va guanyar les eleccions de 1962 (tenint majoria relativa davant de José Manuel Apolinario Odría Amoretti i Fernando Belaúnde Terry), un cop d'Estat encapçalat per les Forces Armades del Perú va impedir que es definís qui seria el president.

## Obres
- Por la emancipación de la América Latina (1927).
- El Antimperialismo y el APRA (1936).
- Treinta años de aprismo (1954).